# Georges (Roman)
Georges  ist ein 1843 erschienener Roman von Alexandre Dumas dem Älteren, der von 1810 bis 1824 auf der Isle de France (Mauritius) spielt.  In der Art einer Mantel-und-Degen-Geschichte wird in diesem ersten Roman Dumas’ der Kampf eines Mischlings gegen rassistische Vorurteile weißer Franzosen in einer Kolonie erzählt.
Der Text ist von besonderem Interesse, weil Dumas zum ersten und letzten Mal Rassismus, Sklaverei und Kolonialismus zum Thema eines Romans machte. Als Enkel einer schwarzen Sklavin und eines französischen Adligen erlebte Dumas in Frankreich Rassismus und ließ diese Erfahrungen, ebenso wie die seines Vaters Thomas Alexandre Dumas, eines Generals des französischen Revolutionsheeres, in die Handlung einfließen. „Der am meisten von seinem Vater inspirierte Roman Dumas’ ist sicherlich ‚Georges‘“, heißt es in einer Biographie des Vaters. Außerdem setzte Dumas bereits viele der Ideen und erzählerischen Elemente ein, die seine später entstandenen Romane, z. B. Der Graf von Monte Christo, auszeichnen.

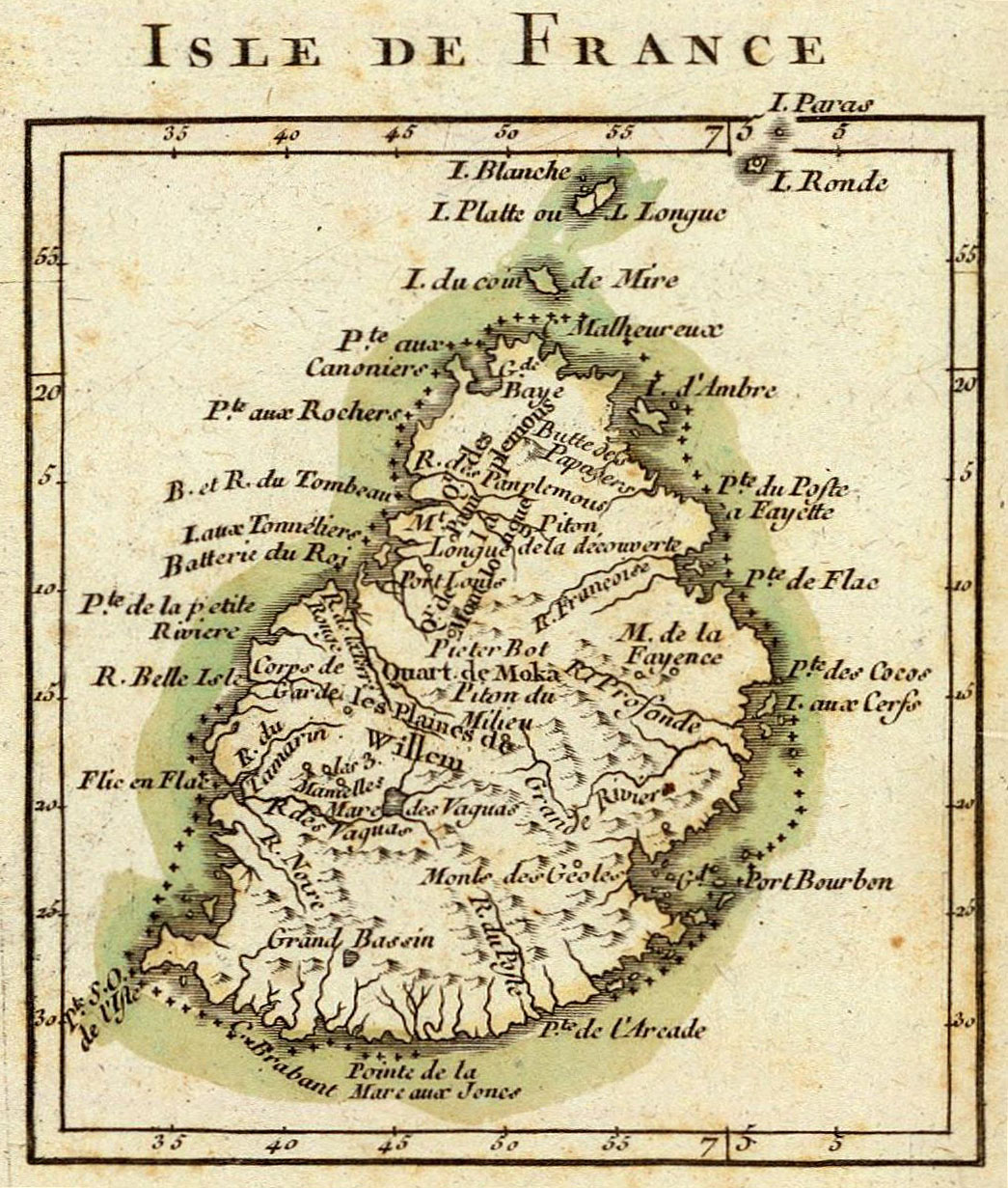
Isle de France (Hauptinsel) - heute Mauritius

## Handlung
Der Held der Erzählung, Georges Munier, wächst als Sohn eines reichen Mulatten auf der Isle de France (heute Mauritius) auf, einer französisch kolonisierten Insel im Indischen Ozean. Schon früh erlebt er mit großer Empörung die Gleichsetzung seiner Herkunft mit der Vielfalt der nichtweißen Ethnien und formt für sich als „Mission“, als Lebensaufgabe, das „Vorurteil“ einer „Aristokratie der Farbe“ zu bekämpfen. Die geschäftlichen Beziehungen seines Vaters ermöglichen eine gehobene und sehr erfolgreiche Ausbildung, nach deren Abschluss er Europa und den Orient bereist und im französischen Dienst auch militärische Ehren erwirbt: „Sein Kampf mit der Zivilisation war zu Ende, der Kampf mit der Barbarei sollte beginnen.“
Georges kehrt nach 14 Jahren Abwesenheit auf die Insel zurück und erneuert seinen Hass auf die weiße Familie de Malmédit (sinngemäß: Die schlecht von mir reden), von deren Sprössling er als Kind in einem Konflikt um Hautfarbe und Ehre schwer verletzt worden war. Zur Braut dieses inzwischen ebenfalls Herangewachsenen entwickelt sich eine Liebesbeziehung, die zusammen mit weiteren gegenseitigen Ehrverletzungen in der dilettantischen Planung eines Aufstandes freier und versklavter Schwarzafrikaner gegen die Weißen unter seiner Führung mündet. Der Aufstand scheitert, Georges wird verhaftet, zum Tod verurteilt und kann – wenige Meter vor dem Schafott – mit seiner neuen Ehefrau durch die Sakristei einer Kirche fliehen, in der er seine Geliebte noch en passant geheiratet hat.

## Erzählweise
Die Erzählung ist bis auf zwei Rückblenden chronologisch linear gegliedert. Ein auktorialer Erzähler nimmt den Leser an die Hand, erläutert ihm die äußeren Merkmale der Insel und die heftigen Gefühlsaufwallungen seiner Figuren in einer oft pathetischen Sprache. Der Ton des Dramas der Diskriminierung wird gelegentlich durch ironische Formulierungen aufgehellt und durch eine Reduktion der Emanzipation einer ganzen Klasse auf den Ehre-Diskurs der Hauptfigur verdunkelt. Letztlich ist es der Stolz bzw. die Ehrsucht des Helden, die jeden Ansatz einer Strategie verhindern und zum Scheitern des Aufstandes führen – damit bekommt auch der Anti-Rassismus der Hauptfigur einen doppelt kritischen Akzent.
Georges glaubt an sein Recht auf gesellschaftliche Anerkennung wegen seines relativ hellen Teints, seiner umfangreiche Ausbildung und weit entwickelten Tugenden des Muts, der Selbstkontrolle und des Weitblicks, bei denen er sich im Vergleich mit anderen Weißen hervortut. Aber trotz bester Akklimatisierung verweigern ihm die Weißen die Kooptation in die „Aristokratie der Farbe“ und weisen seine zivilisatorische Eintrittskarte zurück. Damit entsteht sein Motiv der Rache, das die Ereignisse dynamisiert. Diesen individuellen Antrieb des Widerstands gegen das Rassenvorurteil entsprechend sucht er mehrfach vergeblich Duelle als Beweis seiner sozialen Ebenbürtigkeit. 

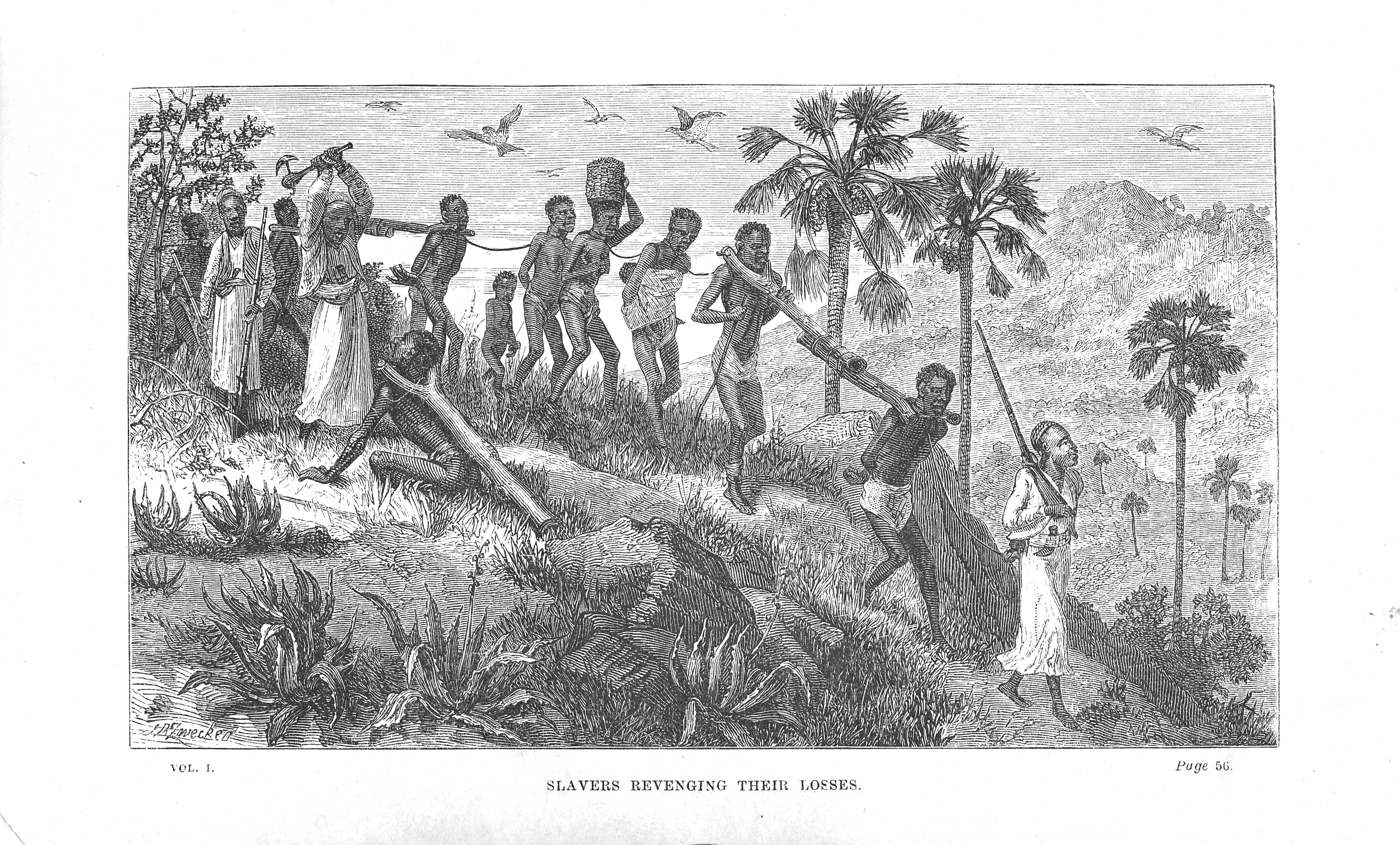
Eine Karawane arabischer Sklavenhändler auf dem Weg zur Küste Ostafrikas (Bild vor 1866)

Diskriminierung infolge seiner Herkunft ist Georges’ Trauma. Sein Ziel ist der individuelle gesellschaftliche Aufstieg, nicht die Befreiung der Mehrheit der Inselbewohner aus der Sklaverei: er ist selbst Besitzer von 300 Sklaven und der Erzähler schreibt ihm eine patriarchalische, „positive“ Art der Sklavenhaltung zu. Kurz vor der Revolte lässt Georges ihrer Unterstützung im Kampf wegen seine Sklaven frei, was die moralische Widersprüchlichkeit seiner Position zwar im letzten Moment reduziert, aber nicht aufhebt: Georges´ für die letztliche Rettung wichtiger Bruder Jaques ist sogar Sklavenhändler mit eigenem Schiff, „der für seine Kaffern, Hottentotten und Senegambier beinahe so viel Sorge trug, als wären es Säcke Reis oder Ballen Baumwolle gewesen“, Wertungen, die, sofern sie nicht ironisch gemeint sind, 180 Jahre nach der Niederschrift sehr, sehr fremd anmuten (vergleiche nächsten Abschnitt).

## Rassismen in historischer Perspektive
Die Welt auch des Erzählers wird durch Hautfarbe und Herkunft strukturiert, die die Charaktere aller Figuren zu bestimmen scheinen: da gibt es die „trägen“, aber gesellschaftlich bestimmenden weißen Siedler, die Malaien, „rachsüchtig, schlau“, die Mozambiquers, gut und dumm, die Schwarzen aus Madagaskar, schlank und listig, die aus Südafrika und Namibia, groß und stolz, „der Chinese, der Jude der Kolonie“ ... Das heutzutage tabuisierte Wort „Neger“ ist auf den etwa 200 Seiten mehr als 60 Mal zu lesen und mehrfach wird die Entstehung bzw. Verlängerung der Sklaverei an die Alkoholsucht der Schwarzen gebunden und damit ein „selber schuld“ konnotiert. Dieser rassistischen Kosmologie geht ein Anfang der Erzählung voraus, der auf eigenartige Weise die geografische Struktur aus der Perspektive eines Individuums erläutert: „Wir führen (den Leser) auf (...) den zweithöchsten Berg der Insel, und schauen zur Rechten und zur Linken, vor und hinter uns, über und unter uns.“ Mehrfach wird diese individuelle Perspektivierung der geografischen und sozialen Welt als individuelles Ordnungsmuster verwendet, als ob am Beginn des 19. Jahrhunderts mit seinen industriellen Umwälzungen, seinen sozialen Revolutionen und dem sich vergrößernden Weltmarkt auch in der Semantik eines selbst diskriminierten Autors der Rassismus als eine klassifikatorische, oberflächliche Ordnung zur Weltorientierung sinnvoll gewesen wäre.
Der Herausgeber der deutschen Neuausgabe von 2020, Peter Hillebrand, zitiert in einem Abschnitt seiner Einführung die schwarzen Schriftsteller David Bradley und Jamaica Kincaid, die sich anlässlich einer Neuausgabe in den USA 2007 trotz der empörenden, rassistischen Einstellung der Hauptfigur und des Erzählers für eine unzensierte Lektüre aussprachen, „um die historische Perspektive zu erhalten.“ Tkalec warnt: „Empfindsame mögen sich also auf allerlei Pfui-Wörter gefasst machen.“ Buch betont den Gewinn: „Wer besser verstehen will, warum es Rassismus nicht nur zwischen Weißen und Schwarzen, Kolonisierten und Kolonialherren gibt, sondern auch unter deren Opfern, der lese die kenntnisreich kommentierte Neuausgabe des Romans von Dumas!“ Dillmann sekundiert: „In seinen späteren Romanen hat er (Dumas) diesen rassistischen Konflikt nicht mehr thematisiert, ein Grund mehr, gerade Georges zu lesen.“
In fast gleicher Weise problematisch ist das Frauenbild, das der Roman vermittelt, auch wenn die weibliche Hauptfigur Sara, ein 16-jähriges Mädchen, in ihrer Ambivalenz sowohl luxurierende Oberflächlichkeit als auch energisches Selbstbewusstsein zeigt.

## Historisch-biografischer Hintergrund
Dumas war nie auf Mauritius, aber ein persönlicher Bezug zu rassistischen Diskriminierungen und einer Sklavenrevolution besteht dennoch: 

Kampfszene im März 1802 während der Haitianischen Revolution (Bild von Auguste Raffet)

Sein adliger weißer Großvater hatte auf Haiti (damals die französische Kolonie Saint-Domingues) mit einer seiner schwarzen Sklavinnen seinen Vater gezeugt, der als legitimer Sohn anerkannt und in Europa ausgebildet wurde. Dieser schloss sich 1789 unter dem Namen seiner schwarzen Mutter (Marie-Cessette Dumas) dem Revolutionsheer an, erreichte in den Revolutionskriegen den Rang eines Generals und wurde Kommandant der Kavallerie in Napoleons Ägypten-Feldzug. Alexandre Dumas war also nach damaliger Auffassung selbst ein Farbiger, ein Mulatte, und erlebte immer wieder rassistische Diskriminierung.
Außerdem erreichten Sklaven auf Haiti nach einem Aufstand 1791 und in jahrelangen Kämpfen ihre Befreiung: Mit der Verkündung der Unabhängigkeit 1804 endete die Revolution mit der Gründung des ersten freien lateinamerikanischen Staates. „Erwähnenswert ist in diesem Zusammenhang, dass Georges acht Jahre nach der Befreiung der Sklaven in der britischen Kolonie Mauritius und fünf Jahre vor der Befreiung der Sklaven in Frankreichs eigenen Kolonien veröffentlicht wurde.“

## Rezeption der Neuauflage
Cornelius Wüllenkemper kommt im Deutschlandfunk zu dem Schluss, der Roman sei „der politischste von Alexandre Dumas‘ Romanen. Auch mehr als 150 Jahre später liest er sich wie eine packende Abenteuergeschichte über das Unwesen rassistisch-kolonialer Ausbeutung“.
Hans-Ulrich Dillmann hebt in ila – Das Lateinamerika-Magazin hervor: „Alexandre Dumas wusste also, was es hieß, ‚Mulatte‘ zu sein. Die ‚Aristokratie der Farbe‘ [...] ist denn auch der rote Faden, der sich durch den Roman zieht, die Diskriminierung aufgrund unterschiedlicher Hautfarbe und der Kampf gegen die Vorurteile einer von Weißen beherrschten Gesellschaft gegen nicht-weiße Menschen.“
Willi Winkler ordnet in der Süddeutschen Zeitung den Roman historisch ein und geht dabei auch auf die Erläuterungen des Herausgebers Peter Hillebrand ein, die „diese nur mit Trompetenschall und Posaunenjubel zu preisende Neuausgabe von ‚Georges‘ [bietet]. Die Wiederentdeckung ist ein Dokument, das durch die kaum aufgefrischte deutsche Übersetzung von 1890 in ihrer Wortwahl sogar besonders authentisch wirkt.“
Für Ferdinand Quante ist die „flott erzählte spannungsreiche Geschichte mit einer Reihe unvermuteter Wendungen“ und einem erfreulich realistischem Schluss auch ein „Pamphlet gegen Rassismus“.
Manfred Orlick bewertet in Literaturkritik.de den „zu Unrecht unbekannt[en]“ Roman als ein Werk „gegen Diskriminierung, von einem Autor, der sie selbst ein Leben lang immer wieder ertragen musste“.
Maritta Tkalec vermerkt in der Berliner Zeitung, dass die Neuauflage „dem Text alle seine originalen Worte und Wertungen [lässt], die für das historische Verständnis der differenzierten kolonial-rassistischen Gesellschaft notwendig sind“ und resümiert: „Erstaunlich, wie ein solcher, in der Form eigentlich aus der Zeit gefallener Roman heute seine eigene Wirkung entfaltet.“
Andreas Platthaus findet die Publikation verdienstvoll, „wenn auch mehr aus kultur- und literaturgeschichtlichen Gründen als aus rein ästhetischen“. Der Roman „liest sich mit kaum zweihundert Seiten flott, und manchmal kann es gerade zur Würdigung großer Literatur auch hilfreich sein, sich dessen zu versichern, was auch kleine für Qualitäten zu bieten hat. In diesem Fall Spannung und Emphase. Unserer Sympathie kann ein Buch wie ‚Georges‘ sicher sein.“